# Fishia
Fishia là một chi bướm đêm thuộc họ Noctuidae.

## Các loài
- Fishia connecta (Smith, 1894)
- Fishia discors (Grote, 1881) (đồng nghĩa: Fishia evelina (French, 1888), Fishia hanhami Smith, 1909)
- Fishia dispar (Smith, 1900)
- Fishia illocata (Walker, 1857)
- Fishia yosemitae (Grote, 1873) (đồng nghĩa: Fishia enthea Grote, 1877, Fishia tortilis (Grote, 1880), Fishia betsia Smith, 1905, Fishia instruta Smith, 1910)

## Hình ảnh

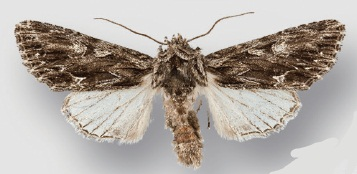
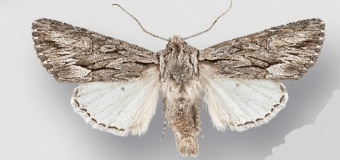